# Cymbopogon dependens
Cymbopogon dependens är en gräsart som beskrevs av Bryan Kenneth Simon. Cymbopogon dependens ingår i släktet Cymbopogon, och familjen gräs. Inga underarter finns listade i Catalogue of Life.